# Christophe Joseph de Brusselles
Christophe Joseph de Brusselles, né le 12 septembre 1727 à Mannheim, mort le 19 avril 1811 à Reichshoffen) (Bas-Rhin), est un général de brigade de la Révolution française.

## Biographie
Il est fils d'un conseiller de l'électeur palatin.
Il entre en service au Royal-Pologne en 1747, pour servir la France. il sert en France puis en Hanovre, et en 1760, il passe au régiment Royal-Suédois. Il reçoit son brevet de capitaine en 1776, et en 1781 - 1782, il participe aux sièges de Minorque et de Gibraltar.
Il est nommé lieutenant-colonel le 25 juillet 1791, et le 1er janvier 1793, il devient colonel du 89e régiment d'infanterie. Il est blessé au combat d'Arlon le 9 juin 1793, et il est promu général de brigade le 3 août 1794, par les représentants du peuple à l'armée de Sambre-et-Meuse.
En 1794, il prend part au siège de Maastricht, et il est admis en retraite en 1796, pour cause de maladie.

## Sources
- Dictionnaire de biographie française
- (en) « Generals Who Served in the French Army during the Period 1789 - 1814: Eberle to Exelmans »
- Léon Hennet, Etat militaire de France pour l’année 1793, Siège de la société, Paris, 1903, p. 157.